# Václav Mára
Václav Mára (17. května 1842 Praha - 3. června 1902 Královské Vinohrady) byl český dřevorytec. Vytvářel rytiny pro časopisy Vosa (Brno, 1865-66), Světozor (1866-99) a Zlatá Praha (po r. 1899). Ilustroval i cestopisy arcivévody Ludvíka Salvátora. Určitou dobu redigoval obrázkovou část Světozoru. Vynikal přesností a uměleckým provedením prací.

## Život
Navštěvoval reálku u sv. Jakuba, tři roky studoval na pražské akademii a praxi získával v Bellmannově dřevoryteckém ústavu.
V letech 1865-66 získal místo jako rytec ilustrací pro brněnský humoristický časopis Vosa. Odtud se vrátil do Prahy, kde přijal místo vedoucího xylografického ústavu ve vydavatelství Světozoru. Tam během následujících 33 let tvořil rytiny pro tisk většiny portrétů osobností a reprodukcí obrazů Josefa Mánesa. Jeho práce se vyznačovaly velkou přesností a uměleckým provedením, čímž úspěšně konkurovaly novým reprodukčním technikám. Nějakou dobu byl i redaktorem obrázkové části Světozoru. Když se časopis roku 1899 spojil se Zlatou Prahou, přešel do její redakce.
Vedle úkolů v redakci zpracovával ilustrace k cestopisům arcivévody Ludvíka Salvátora. Za život vytvořil stovky rytin. Roku 1891 získal na jubilejní výstavě za své práce čestné uznání.
Zemřel po delší nemoci, pohřben byl na Olšanských hřbitovech.

### Rodinný život
Dne 27. října 1867 se oženil s Antonií, rozenou Schäffnerovou (1844 - 1921). Manželé Márovi žili na Královských Vinohradech a měli pět synů.

## Galerie

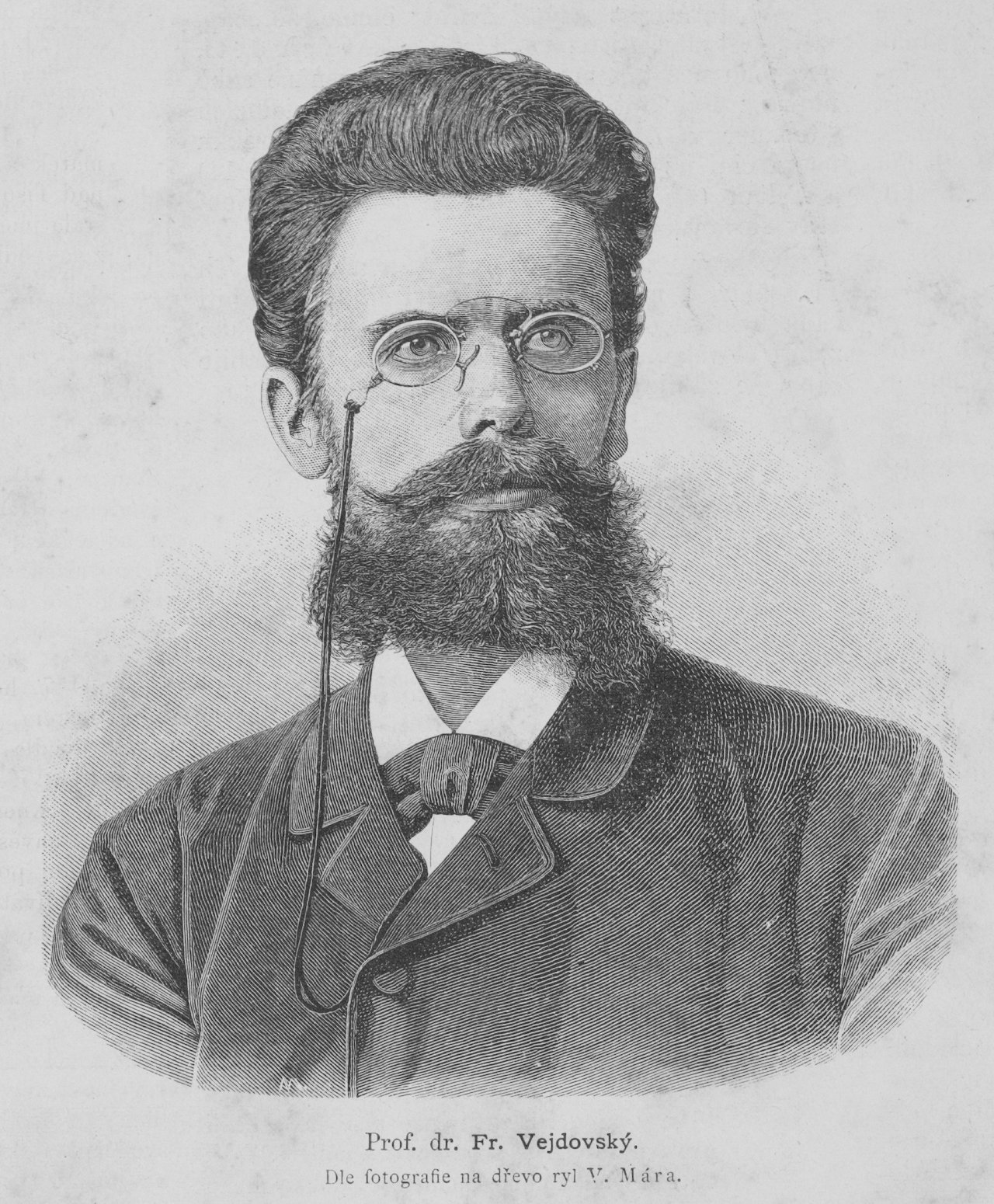
Portrét Františka Vejdovského, českého zoologa
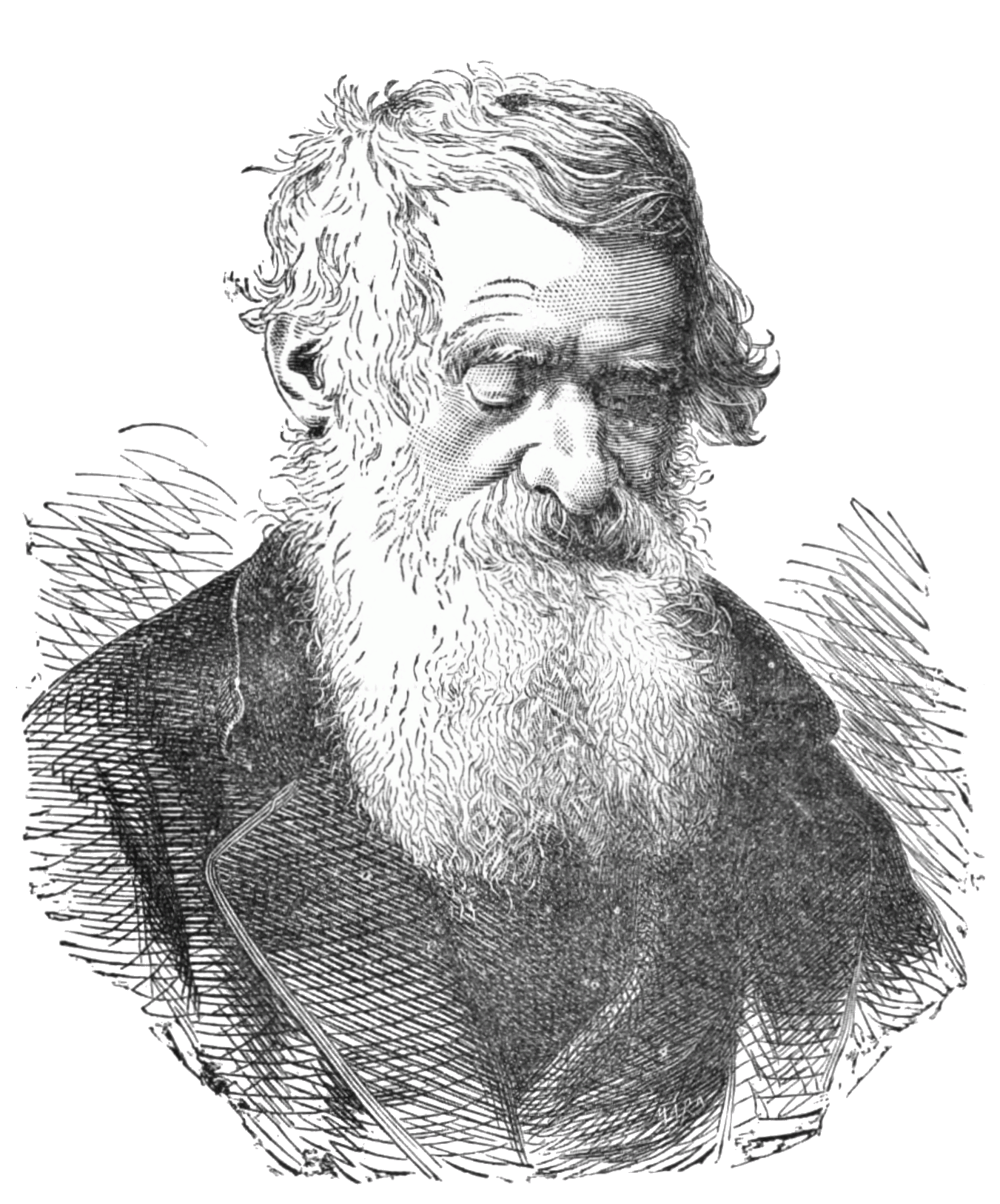
Portrét Niccoli Tommasea (1802-1874), italského lingvisty, esejisty a spisovatele
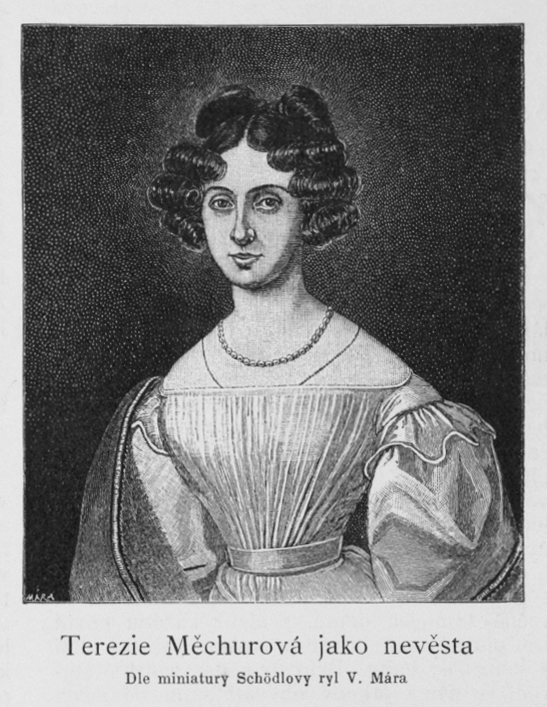
Portrét Terezie Měchurové (1807-1860), jako nevěsty Františka Palackého
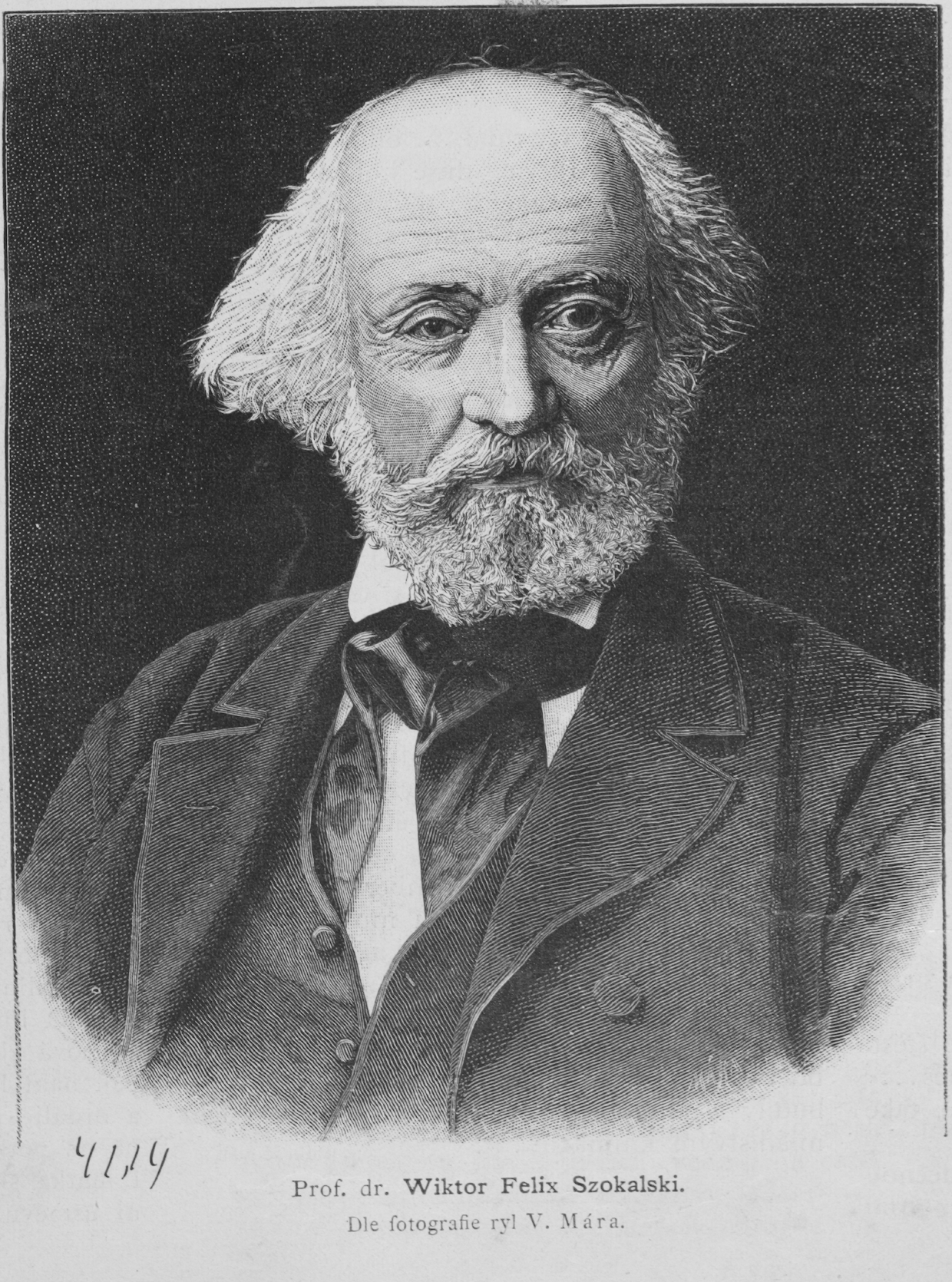
Portrét Viktora Felixe Szokalského (1811 - 1891), polského ophtalmologa